# Gonzalo Serrano
Gonzalo Serrano Rodríguez (ur. 17 sierpnia 1994 w Madrycie) – hiszpański kolarz szosowy.

## Osiągnięcia
Opracowano na podstawie:

2016
- 2. miejsce w mistrzostwach Hiszpanii U23 (jazda indywidualna na czas)

2020
- 1. miejsce w klasyfikacji górskiej Volta a la Comunitat Valenciana
- 1. miejsce na 2. etapie Vuelta a Andalucía

2021
- 1. miejsce na 1. etapie Vuelta a Andalucía
- 3. miejsce w Vuelta a Murcia

2022
- 1. miejsce w Tour of Britain
  - 1. miejsce na 4. etapie
- 3. miejsce w Grand Prix de Wallonie

## Rankingi
| Rok              | 2017  | 2018  | 2019 | 2020 | 2021 | 2022 | 2023 | 2024 |
| ---------------- | ----- | ----- | ---- | ---- | ---- | ---- | ---- | ---- |
| World Ranking    | 2638. | 1525. | 766. | 278. | 131. | 187. | 255. | 801. |
| UCI Europe Tour  | -     | 1226. | 557. | 227. | 112. | 154. | -    | -    |
| UCI America Tour | 426.  | -     |      |      |      |      |      |      |
|                  |       |       |      |      |      |      |      |      |
| Źródło: UCI      |       |       |      |      |      |      |      |      |